# Tusia Fuks
Tusia (Mała Touba) Fuks ps. „Marta”, „Tuszka”, „Tusia” (ur. 4 lutego 1925 w Tomaszowie Mazowieckim, zm. 19 marca 1943 w Płaszowie) – działaczka ruchu młodzieżowego „Akiwa”, członkini organizacji „Frajhajt”, ofiara terroru hitlerowskiego.

## Rodzina
Urodziła się w zamożnej rodzinie mieszczańskiej żydowskiego pochodzenia. Była córką Beniamina Lajzera Fuksa (1895-1942), przedsiębiorcy i działacza syjonistycznego, i Racheli z Offmanów. Rodzina mieszkała w Tomaszowie Mazowieckim przy ul. św. Antoniego 8 (m. 7) i utrzymywała się z kuśnierstwa.

## Edukacja
Uczęszczała wraz z młodszą siostrą Perlą do 8-klasowego Prywatnego Gimnazjum Żeńskiego Anny Wajkselfiszowej. W szkole zaznajomiła się z ruchem młodzieżowym „Akiwa”, który był szeroko propagowany także przez środowisko miejscowych nauczycieli. W 1938 i 1939 uczestniczyła w letnich obozach szkoleniowych, organizowanych przez działaczy „Akiwy”.

## Działalność konspiracyjna
W 1940 po utworzeniu getta tomaszowskiego rozpoczęła tajne nauczanie, potem zaangażowała się w działalność konspiracyjną (rodzina Fuksów została zmuszona do przesiedlenia 14 grudnia 1940 na ul. Krzyżową 24 m. 1, a 18 sierpnia 1942 na ul. Wieczność (Bielitzerstrasse), obecnie J. Słowackiego 38 m. 2). Organizowała pomoc dla biednych i chorych. Uczestniczyła w tajnym nauczaniu. Wiosną 1941 zorganizowała 12-osobowy oddział ruchu oporu, oparty na członkach organizacji skautowej „Akiwy”. Kilkakrotnie jeździła do Krakowa nawiązując kontakt z tamtejszym żydowskim ruchem oporu. Organizowała fałszywe dokumenty, umożliwiające poruszanie się po aryjskiej stronie. Rozprowadzała nielegalne druki antyhitlerowskie. Opowiadała się za przystąpieniem do walki zbrojnej. W 1942 po pierwszym akcjach zmierzających do likwidacji małych gett na terenie Generalnego Gubernatorstwa Tusia Fuks zawiadomiła członków „Akiwy” i tomaszowski Judenrat o eksterminacji wywożonych Żydów. Przeniosła się nielegalnie do getta krakowskiego wraz z Haliną Rubinek (1924–1943), ps. „Hela”, „Helena”. Razem z innymi członkami tomaszowskiej organizacji konspiracyjnej przewiozła do Krakowa ukrytą broń. Tam działała w żydowskiej organizacji zbrojnej „Frajhajt”. Prawdopodobnie przeszła przeszkolenie we wsi Kopaliny pomiędzy Bochnią i Wiśniczem. Uczestniczyła w misjach aprowizacyjnych, w zdobywaniu broni i w działaniach zbrojnych. 22 grudnia 1942 brała udział w szeroko zakrojonej akcji odwetowej przeciwko oficerom niemieckim stacjonującym w Krakowie (atak na kawiarnię „Cyganeria”).

## Śmierć
Została aresztowana na skutek denuncjacji. Rozstrzelana przez nazistów 19 marca 1943 w Płaszowie.